# جوناتان دولابلاص
جوناتان دولابلاص (20 مارس 1986 في فرنسا - ) (بالفرنسية: Jonathan Delaplace)‏ هو لاعب كرة قدم فرنسي في مركز الوسط. لعب مع زولته فاريجيم ونادي فريجوس ونادي كاين ونادي ليل ونادي هييريه وES Fréjus ‏.

## وصلات خارجية
- جوناتان دولابلاص على موقع قاعدة بيانات كرة القدم.إي يو (الإنجليزية)
- جوناتان دولابلاص على موقع ليكيب (الفرنسية)
- جوناتان دولابلاص على موقع Soccerway.com (الإنجليزية)
- جوناتان دولابلاص على موقع عالم كرة القدم.نت (الإنجليزية)
- جوناتان دولابلاص على موقع كووورة
- جوناتان دولابلاص على موقع AS.com (الإسبانية)